# Centroplacàcies
Centroplacaceae és una família de plantes amb flors dins l'ordre Malpighiales. Consta de dos gèneres: Bhesa, anteriorment dins Celastraceae i Centroplacus, anteriorment dins Euphorbiaceae.
Són arbres dioics amb les fulles simples, dentades i estipulades, són plantes natives d'Àfrica equatorial i la regió Indo-Malaia.